# Moranhat
Moranhat là một thị xã và là nơi đặt ủy ban khu vực thị xã (town area committee) của quận Sibsagar thuộc bang Assam, Ấn Độ.

## Nhân khẩu
Theo điều tra dân số năm 2001 của Ấn Độ, Moranhat có dân số 5779 người. Phái nam chiếm 55% tổng số dân và phái nữ chiếm 45%. Moranhat có tỷ lệ 78% biết đọc biết viết, cao hơn tỷ lệ trung bình toàn quốc là 59,5%: tỷ lệ cho phái nam là 80%, và tỷ lệ cho phái nữ là 77%. Tại Moranhat, 11% dân số nhỏ hơn 6 tuổi.